# Ceregnano
Ceregnano (Sernian o Zernian in veneto) è un comune italiano di 3 370 abitanti della provincia di Rovigo in Veneto, situato ad est del capoluogo.

## Storia
Il territorio di Ceregnano risulta fosse abitato già in età romana, ma il borgo comincia a formarsi nel medioevo. Nel 1438 il territorio fu completamente sommerso dalle acque in seguito alle rotte dell'Adige di Malopera e Castagnaro.
Alla fine dello stesso secolo il Comune fu distrutto da un incendio a cui seguì - pochi anni dopo - l'ennesima alluvione. Poi, con l'affermarsi nel XVI secolo di Venezia, il territorio ebbe - oltre alla stabilità politica - la stabilità idrica, grazie ai lavori arginali fatti dai primi consorzi di bonifica.

### Santuario del Cristo dell'alluvione
Nel novembre del 1951 le acque del fiume Po sommersero quasi completamente la provincia di Rovigo. La maggior parte della popolazione fu costretta a lasciare le proprie abitazioni solo poche persone rimasero in paese aspettando il ritiro delle acque. A Lama Polesine, frazione di Ceregnano, rimasero circa un'ottantina di persone tra cui Amedeo Braghin che un pomeriggio mentre si recava a bordo della sua barca nel vicino paese di Fasana vide galleggiare sulle acque vicino ad un albero un oggetto voluminoso non identificabile causa l'imminente oscurità e la nebbia. L'immagine di quell'oggetto inquietò Braghin per tutta la notte e alle prime luci dell'alba, tornò a cercarlo. Ritrovatolo riconobbe un crocifisso di legno sprovvisto di croce, che caricò sulla barca e portò a casa, era il 2 dicembre 1951.  Nonostante i numerosi appelli fatti a mezzo stampa, non se ne scoprì la provenienza e l'oggetto divenne noto come "Cristo Alluvionato". A ricordo del ritrovamento venne costruita a Lama Polesine, sotto la guida di Monsignor Ferdinando Altafini, la chiesa santuario del Cristo dell'Alluvione - Monumento ai caduti delle alluvioni di tutto il mondo.

### Simboli
Lo stemma e il gonfalone sono stati concessi con D.P.R. del 11 settembre 1996.
Il gonfalone è un drappo partito di azzurro e di rosso.

## Monumenti e luoghi d'interesse

### Architetture religiose
Per la Chiesa cattolica il territorio, che comprende gli abitati di Ceregnano, Lama Polesine è una parrocchia del vicariato di Villadose, a sua volta divisione amministrativa della diocesi di Adria-Rovigo.
- Chiesa di San Martino (XVIII secolo): chiesa arcipretale intitolata a San Martino di Tours è sede parrocchiale, sita in piazza Guglielmo Marconi nei pressi del Palazzo Comunale. La struttura a navata unica presenta una facciata a due ordini dall'aspetto allungato e terminante in un timpano, impreziosita da una lunetta posta sull'ordine superiore con l'immagine di un Cristo a mosaico e, in quello inferiore, da due statue in altrettante nicchie poste ai lati del portale, quella sinistra raffigurante San Bellino di Padova, patrono della Diocesi di Adria-Rovigo e quella destra raffigurante San Martino di Tours.
- Chiesa di San Biagio nella frazione di Canale.
- Tempio Santuario del Cristo dell'Alluvione (XX secolo) nella frazione di Lama Polesine. Edificata verso la fine del secolo è una chiesa in stile moderno dove ampio è l'uso del calcestruzzo. A seguito di una errata fornitura di calcestruzzo la chiesa venne costruita e demolita tra il 1964 e il 1965; venne ricostruita nuovamente tra il 1967 e il 1968. A ricordo del ritrovamento del Cristo Alluvionato venne costruita a Lama Polesine, sotto la guida di Monsignor Ferdinando Altafini, la Chiesa Santuario del Cristo dell'Alluvione - Monumento ai caduti delle alluvioni di tutto il mondo. La chiesa venne consacrata sotto la guida di Don Roberto Pavani il 20 maggio 1979 con cerimonia presieduta da S.E. Mons. Maria Giovanni Sartori Vescovo della Diocesi di Adria. La prima messa venne celebrata da Don Roberto Pavani nella notte di Natale del 1968.
- Chiesa di San Tommaso Apostolo (XX secolo): sita nel centro della frazione di Pezzoli, venne edificata in sostituzione del precedente edificio del quale rimane l'originario campanile.
- Oratorio della Beata Vergine Addolorata.

### Architetture civili
- Palazzo Comunale (XIX secolo): edificato durante il Regno d'Italia è attualmente sede municipale.
- Villa Passarella (XVIII secolo): sita nelle vicinanze della frazione di Lama Polesine si affaccia alla sponda sinistra del naviglio Canalbianco.

## Società

### Evoluzione demografica
Abitanti censiti

## Amministrazione
| Periodo | Periodo   | Primo cittadino    | Partito                                  | Carica  | Note |
| ------- | --------- | ------------------ | ---------------------------------------- | ------- | ---- |
| 1995    | 1999      | Mario Casazza      | Lista Civica (Partito Popolare Italiano) | Sindaco |      |
| 1999    | 2004      | Mario Casazza      | Lista Civica (Centro-sinistra)           | Sindaco |      |
| 2004    | 2006      | Enzo Livio Boscolo | Lista Civica (Centro-sinistra)           | Sindaco |      |
| 2006    | 2011      | Lucia Ferrarese    | Lista Civica (Centro-sinistra)           | Sindaco |      |
| 2011    | 2016      | Ivan Dall'Ara      | Lista Civica (Centro-destra)             | Sindaco |      |
| 2016    | 2021      | Ivan Dall'Ara      | Lista Civica (Centro-destra)             | Sindaco |      |
| 2021    | in carica | Egisto Marchetti   | Lista Civica "Idee in Comune"            | Sindaco |      |